# Ōdate
Ōdate (大館市?) è una città giapponese della prefettura di Akita.
È nota per essere la città natale del cane Hachikō.

## Storia
L'area dell'odierna Ōdate faceva parte dell'antica provincia di Dewa, anche se rimase fuori dal dominio della dinastia Yamato fino al periodo Heian. Durante il periodo Edo, passò sotto il controllo del clan Satake, che dominava la parte settentrionale della provincia dal feudo di Kubota, e manteneva una fortificazione secondaria nel castello di Ōdate. Questo castello venne distrutto durante la guerra Boshin (1868-1869).
Dopo l'inizio del periodo Meiji, l'area divenne parte del distretto di Kitaakita, prefettura di Akita, nel 1878. Durante il periodo Meiji, la scoperta del "minerale nero" (sfalerite e galena, un misto di zinco, piombo, oro, argento, ed altri metalli preziosi), portò allo sviluppo di numerose miniere. Tuttavia, i giacimenti vennero esauriti a metà del periodo Shōwa.
Il 20 giugno 2005, le cittadine di Hinai e Tashiro, entrambe dal distretto di Kitaakita, vennero unite a Ōdate, portando la popolazione della città a 77 703 abitanti nel 2011 e la superficie della città a 913,70 km².